# Nahuel Luján
Nahuel Isaías Luján (Córdoba, 23 agosto 1995) è un calciatore argentino, attaccante dello Sport Huancayo.

## Caratteristiche tecniche
È una seconda punta.

## Carriera
Cresciuto nelle giovanili del Belgrano, ha esordito in prima squadra l'11 maggio 2014 in occasione del match di campionato pareggiato 0-0 contro l'Arsenal Sarandí.